# Sydney Agudong
Sydney Elizebeth Agudong (Kauai, 13 novembre 2000) è un'attrice e cantante statunitense. È meglio conosciuta per il suo ruolo di Nani Pelekai, sorella maggiore di Lilo, nel film remake live-action della Disney Lilo & Stitch (2025).

## Biografia
Sydney Elizebeth Agudong è nata a Kauai, nelle Hawaii, ed è di origine caucasica, filippina e polinesiana. Anche sua sorella minore, Siena Agudong, è un'attrice.
Agudong è cresciuta partecipando a spettacoli teatrali, talent show e concorsi, ed è stata nominata Miss Hawaii Preteen nel 2010. Quando aveva 11 anni e sua sorella 7, hanno iniziato a recarsi a Los Angeles per le audizioni di recitazione. Durante la frequentazione della Island School, inizialmente si è concentrata maggiormente sulla vita sociale, prima di iniziare a scrivere canzoni durante il primo e l’ultimo anno. Ha scritto la sua prima canzone, I'm So Sorry, interamente durante una lezione di matematica, e questa ha ricevuto un passaggio radiofonico su KQNG-FM.

## Carriera
Dopo essersi diplomata nel 2018, Agudong si è trasferita a Los Angeles per dedicarsi nuovamente alla recitazione, insieme alla sua carriera musicale. Scrive musica sotto lo pseudonimo di Jayne Doe, che descrive come "fondamentalmente la [sua] versione di Hannah Montana" e una "ricercatrice dell'anima impenitente". Il suo singolo di debutto, Welcome to Hollywood, è stato pubblicato nel 2022; ha dichiarato che la canzone parlava della sua "relazione con i [suoi] sogni a Hollywood". Ha citato come artisti e band che ammira Briston Maroney, Frank Ocean, Elton John, i Queen, The Backseat Lovers, i Beatles e Billy Joel.
Agudong ha recitato nel film a basso budget West Michigan (2021). Ha fatto il suo debutto televisivo interpretando l'appuntamento del ballo di fine anno di Jamal (Brett Gray) nell'ultima stagione di On My Block. Ha interpretato un'influencer dei social media la cui amica scompare nella serie web Find Millie Martin (2022), e Savannah in At Her Feet (2024), un film d'avventura girato nel Parco Nazionale dei Vulcani delle Hawaii. Altri crediti di recitazione di Agudong includono NCIS - Unità anticrimine e Infamously in Love.
Il primo ruolo da protagonista di Agudong è stato quello di Nani Pelekai in Lilo & Stitch (2025). Sia lei che sua sorella avevano fatto un'audizione per il ruolo ed erano le ultime due candidate prese in considerazione. Alcuni critici e fan hanno osservato che Agudong sembrava più bianca rispetto al suo personaggio animato e che sarebbe dovuto essere scelto un attore dalla pelle più scura.

## Filmografia

### Cinema
- Second Chances, regia di Ernie Barbarash (2013)
- Turning the Tide - cortometraggio (2021)
- West Michigan, regia di Riley Warmoth (2021)
- Cool, Awesome, and Desirable - cortometraggio (2021)
- Terminally Unique - cortometraggio (2021)
- At Her Feet, regia di Nadya Wynd (2024)
- Lilo & Stitch, regia di Dean Fleischer Camp (2025)

### Televisione
- On My Block - serie TV, (2018)
- Find Millie Martin - serie Web, (2022)
- Infamously in Love - film TV, (2022)
- NCIS - Unità anticrimine - serie TV, (2023)
- Trapped in the Farmhouse - film TV, (2023)